# David-Hartley-Pearson-Test
Der David-Hartley-Pearson-Test wurde 1954 von den Statistikern H.A. David, H.O. Hartley und E.S. Pearson entwickelt. Er stellt ein statistisches Verfahren zur Identifikation von Ausreißern dar und überprüft konkret, ob es wahrscheinlich ist, dass ein beobachteter Extremwert (der kleinste oder der größte) zu einer normalverteilten Grundgesamtheit gehört oder dass es sich um einen Ausreißer handelt.

## Voraussetzungen
Um Aussagen über einen extremen Beobachtungswert treffen zu können, setzt der David-Hartley-Pearson-Test die Normalverteilung der zugrundeliegenden Grundgesamtheit voraus, es handelt sich also um einen parametrischen Test.

## Hypothese
Folgende Nullhypothesen werden beim David-Hartley-Pearson-Test aufgestellt:
{\displaystyle H_{0}(1)\colon \!\ x_{(1)}} ist kein Ausreißer vs. {\displaystyle H_{1}(1)\colon \!\ x_{(1)}} ist ein Ausreißer
{\displaystyle H_{0}(n)\colon \!\ x_{(n)}} ist kein Ausreißer vs. {\displaystyle H_{1}(n)\colon \!\ x_{(n)}} ist ein Ausreißer
Hierbei bezeichnet {\displaystyle x_{(1)}} die kleinste und {\displaystyle x_{(n)}} die größte Beobachtung der Stichprobe.

## Teststatistik
Für die Überprüfung der Hypothesen {\displaystyle H_{0}(1)} und {\displaystyle H_{0}(n)} wird folgende Teststatistik verwendet:
{\displaystyle T={\frac {R}{s}}={\frac {x_{(n)}-x_{(1)}}{\sqrt {\frac {\sum _{i=1}^{n}(x_{(i)}-{\overline {x}})^{2}}{n-1}}}}},
also die Spannweite der Stichprobe dividiert durch ihre Standardabweichung.
Hierbei wird die Nullhypothese unter dem Signifikanzniveau {\displaystyle \alpha } verworfen, wenn gilt:
{\displaystyle Q_{n;1-\alpha }<T}
Hierbei bezeichnet {\displaystyle Q_{n;1-\alpha }} den kritischen Wert.
Wird die Nullhypothese verworfen, so wird der Extremwert, der den größten Abstand vom Mittelwert hat, als Ausreißer identifiziert. Liegen kleinster und größter Wert im selben Abstand zum Mittelwert, so gelten beide als Ausreißer.

## Kritische Werte
Umfangreiche Tabellen mit kritischen Werten für den David-Hartley-Pearson-Test finden sich bei David u. a. (1954). Eine Auswahl dieser wird in folgender Tabelle dargestellt:
| {\displaystyle n} | {\displaystyle Q_{n;0,90}} | {\displaystyle Q_{n;0,95}} | {\displaystyle Q_{n;0,975}} | {\displaystyle Q_{n;0,99}} | {\displaystyle Q_{n;0,995}} | {\displaystyle n} | {\displaystyle Q_{n;0,90}} | {\displaystyle Q_{n;0,95}} | {\displaystyle Q_{n;0,975}} | {\displaystyle Q_{n;0,99}} | {\displaystyle Q_{n;0,995}} |
| ----------------- | -------------------------- | -------------------------- | --------------------------- | -------------------------- | --------------------------- | ----------------- | -------------------------- | -------------------------- | --------------------------- | -------------------------- | --------------------------- |
| 3                 | 1,997                      | 1,999                      | 2,000                       | 2,000                      | 2,000                       | 17                | 4,15                       | 4,31                       | 4,44                        | 4,59                       | 4,69                        |
| 4                 | 2,409                      | 2,429                      | 2,439                       | 2,445                      | 2,447                       | 18                | 4,21                       | 4,38                       | 4,51                        | 4,66                       | 4,77                        |
| 5                 | 2,712                      | 2,753                      | 2,782                       | 2,803                      | 2,813                       | 19                | 4,27                       | 4,43                       | 4,57                        | 4,73                       | 4,84                        |
| 6                 | 2,949                      | 3,012                      | 3,056                       | 3,095                      | 3,115                       | 20                | 4,32                       | 4,49                       | 4,63                        | 4,79                       | 4,91                        |
| 7                 | 3,143                      | 3,222                      | 3,282                       | 3,338                      | 3,369                       | 30                | 4,70                       | 4,89                       | 5,06                        | 5,25                       | 5,39                        |
| 8                 | 3,308                      | 3,399                      | 3,471                       | 3,543                      | 3,585                       | 40                | 4,96                       | 5,15                       | 5,34                        | 5,54                       | 5,69                        |
| 9                 | 3,449                      | 3,552                      | 3,634                       | 3,720                      | 3,772                       | 50                | 5,15                       | 5,35                       | 5,54                        | 5,77                       | 5,91                        |
| 10                | 3,57                       | 3,69                       | 3,78                        | 3,88                       | 3,94                        | 60                | 5,29                       | 5,50                       | 5,70                        | 5,93                       | 6,09                        |
| 11                | 3,68                       | 3,80                       | 3,91                        | 4,02                       | 4,08                        | 80                | 5,51                       | 5,73                       | 5,93                        | 6,18                       | 6,35                        |
| 12                | 3,78                       | 3,91                       | 4,01                        | 4,14                       | 4,21                        | 100               | 5,68                       | 5,90                       | 6,11                        | 6,36                       | 6,54                        |
| 13                | 3,87                       | 4,00                       | 4,11                        | 4,25                       | 4,33                        | 150               | 5,96                       | 6,18                       | 6,39                        | 6,64                       | 6,84                        |
| 14                | 3,95                       | 4,09                       | 4,21                        | 4,34                       | 4,44                        | 200               | 6,15                       | 6,38                       | 6,59                        | 6,85                       | 7,03                        |
| 15                | 4,02                       | 4,17                       | 4,29                        | 4,43                       | 4,53                        | 500               | 6,72                       | 6,94                       | 7,15                        | 7,42                       | 7,60                        |
| 16                | 4,09                       | 4,24                       | 4,37                        | 4,51                       | 4,62                        | 1000              | 7,11                       | 7,33                       | 7,54                        | 7,80                       | 7,99                        |

## Beispiel
Zur Veranschaulichung wird von folgender beobachteter Messreihe (bereits sortiert) ausgegangen:
| Bezeichnung der Messung           | {\displaystyle x_{1}} | {\displaystyle x_{2}} | {\displaystyle x_{3}} | {\displaystyle x_{4}} | {\displaystyle x_{5}} | {\displaystyle x_{6}} | {\displaystyle x_{7}} | {\displaystyle x_{8}} | {\displaystyle x_{9}} | {\displaystyle x_{10}} | {\displaystyle x_{11}} | {\displaystyle x_{12}} |
| Messwert (Geschwindigkeit in m/s) | 36                    | 37                    | 39                    | 39                    | 40                    | 40                    | 41                    | 41                    | 41                    | 42                     | 44                     | 46                     |

Aus diesen Daten ergibt sich für die Teststatistik:
{\displaystyle R=x_{12}-x_{1}=46-36=10} und {\displaystyle s={\sqrt {{\frac {1}{11}}\sum _{i=1}^{n}(x_{i}-{\overline {x}})^{2}}}=2{,}74},
sodass
{\displaystyle T={\frac {R}{s}}={\frac {10}{2{,}74}}=3{,}65<4{,}14=Q_{12;0{,}99}}
Damit lässt sich die Nullhypothese nicht verwerfen und weder der größte noch der kleinste Wert werden als Ausreißer identifiziert (auf dem Signifikanzniveau {\displaystyle \alpha =0{,}01}).